# 인민화보

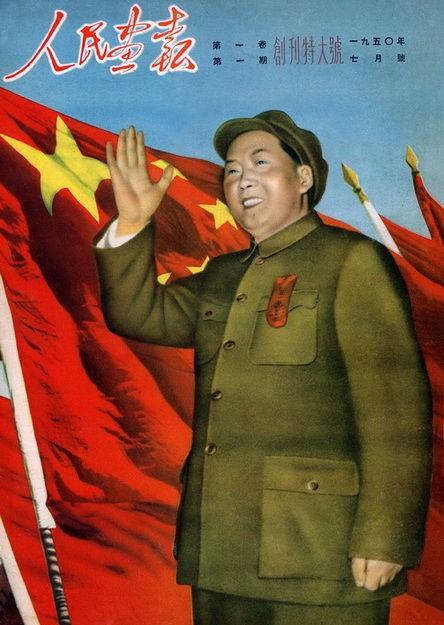

인민화보(人民畵報, 영어: China Pictorial)는 중화인민공화국의 잡지이다.

## 개요
《인민화보》는 중국공산당 중앙위원회 기관지인 《인민일보》의 자매지로. 1950년 9월 13일에 창간됐다.
《인민화보》는 월간 발행부수가 150만 부가 넘는다.
이 잡지는 중국어와 한국어로 발행하고 있으며, 표지의 사진이 정치적 사안으로 인하여 바껴 질 수 있다.
《인민화보》는 대외용 화보로서, 내부의 지질이 좋으며 컬러사진을 싣는다.
이 잡지는 지난 2005년 6월부터 한국어로 발행하는 대외용 화보잡지 '중국'을 창간하였다.